# 日月食救护礼
日月食救护礼，也叫“日月食救护”。是中国古代的一个礼制名称，该礼制最早形成于明朝時期。而明朝灭亡之后由清朝继承。

## 历史
日月食救护礼的形成历史最早可追溯至周朝时期，根据《周礼》记载：“救日月，则诏王鼓”。

## 过程

### 明朝
根據《明史》記載：“洪武六年二月，定救日食礼。其日，皇帝常服，不御正殿。中书省设香案，百官朝服行礼。鼓人伐鼓，复圆乃止。月食，大都督府设香案，百官常服行礼，不伐鼓，雨雪云中書省設香案，百官朝服行禮。鼓人伐鼓，復圓乃止。月食，大都督府設香案，百官常服行禮，不伐鼓，雨雪云翳则免。
二十六年三月更定，礼部设香案于露台，向日，设金鼓于仪门内，设乐于露台下，各官拜位于露台上。至期，百官朝服入班，乐作，四拜兴，乐止，跪。执事者捧鼓，班首击鼓三声，众鼓齐鸣，候复圆，复行四拜礼。月食，则百官便服于都督府救护如仪。在外诸司，日食则于布政使司、府州县，月食则于都指挥使司、卫所，如仪。
隆庆六年，大丧。方成服，遇日食。百官先哭临，后赴礼部，青素衣、黑角带，向日四拜，不用鼓乐。”

### 清朝
根据《清史稿》记载：“顺治元年，定制，遇日食，京朝文武百官俱赴礼部救护。康熙十四年，改由钦天监推算时刻分秒，礼部会同验准，行知各省官司。
其仪，凡遇日食，八旗满、蒙、汉军都统、副都统率属在所部警备，行救护礼。顺天府则饬役赴部洁净堂署，内外设香案，露台上炉檠具，后布百官拜席。銮仪卫官陈金鼓仪门两旁，乐部署史奉鼓俟台下，俱乡日。钦天监官报日初亏，鸣赞赞“齐班”。百官素服，分五列，每班以礼部长官一人领之。赞“进”，赞“跪，叩，兴”。乐作，俱三跪九叩，兴。班首诣案前三上香，复位。赞“跪”，则皆跪。赞“伐鼓”，署史奉鼓进，跪左旁，班首击鼓三声，金鼓齐鸣，更番上香，祗跪候复圆。鼓止，百官易吉服，行礼如初。毕，俱退。是日礼部祠祭司官、钦天监博士各二人，赴观象台测验。乡日设香案，初亏复圆，行礼如仪。
若月食，则在中军都督府救护，寻改太常寺，如救日仪。直省遇日、月食，各按钦天监推定时刻分秒，随地救护。省会行之督、抚署，府、州、县行之各公署，并以教职纠仪，学弟子员赞引，阴阳官报时。至领班行礼，则以督抚及正官一人主之。上香、伐鼓、祗跪，与京师救护同。”